# عبد العزيز حشاد
عبد العزيز حشاد ولد في (6 نوفمبر 1979 -)، مخرج مصري، أخرج أول فيلم له في عام 2008 وهو (كامب) ثم تلاه بفيلم (البلد دي فيها حكومة)، كما أخرج عدد من المسلسلات، منها: (اللص والكتاب، شبرا تي في، الصقر شاهين، ألوان الطيف).

## حياته الفنية
مع بدايات العقد الثانى من عمره بدأ العمل في مجال الفن عن طريق عمله كمساعد مخرج مع كبار مخرجى الدراما التليفزيونية والسينمائية.بدأ حشاد مشواره الفنى من خلال عمله كمساعد مخرج في مسلسل «هوانم جاردن سيتى» الذي حقق نجاحًا باهرًا في نهاية تسعينيات القرن الماضى، ثم عمل في مسلسلات «أوبرا عايدة، أميرة في عابدين»،إلى جانب عمله كمونتير لمسلسل «حديث الصباح والمساء».
ومع نهايات العقد الأول من الألفية الثانية استطاع حشاد أن يجد لنفسه مقعدًا بين مخرجى الدراما السينمائية من خلال إخراج أول فيلم رعب مصرى، وهو فيلم «كامب» عام 2008، وعلى الرغم من النجاح المحدود الذي حققه الفيلم نتيجة عدم تعود الجماهير على هذه النوعية من الأعمال الدرامية، إلا أن حشاد استطاع أن يطرح نفسه على سوق الدراما بقوة فقدم عقب كامب مجموعة من الأعمال الدرامية للسينما والتليفزيون، مثل «وش سجون، البلد دى فيها حكومة» كما يستعد لتقديم أفلام «ضغط عالى، دعدوش».
وفي مجال الدراما التليفزيونية قدم مسلسلات «اللص والكتاب، ألوان الطيف، سات كوم شبرا تى في» مسلسل «هي ودافنشى» بطولة خالد الصاوى، ليلى علوى، مى سليم، أحمد عبدالغنى، ياسر على ماهر، تأليف محمد الحناوى  ، مسلسل مملكة الغجر.

## وصلات خارجية
- عبد العزيز حشاد على موقع قاعدة بيانات الأفلام العربية
- صفحة عبد العزيز حشاد في قاعدة بيانات الأفلام العربية